# Episodi di Blue Heelers - Poliziotti con il cuore (ottava stagione)
L'ottava stagione della serie televisiva Blue Heelers - Poliziotti con il cuore è stata trasmessa in anteprima in Australia da Seven Network tra il 21 febbraio 2001 e il 28 novembre 2001.
| nº | Titolo originale                       | Titolo italiano | Prima TV Australia | Prima TV Italia |
| -- | -------------------------------------- | --------------- | ------------------ | --------------- |
| 1  | The Blame Game (Part 1)                |                 | 21 febbraio 2001   |                 |
| 2  | The Blame Game (Part 2)                |                 | 28 febbraio 2001   |                 |
| 3  | Deadly Fascination                     |                 | 7 marzo 2001       |                 |
| 4  | Letter of the Law                      |                 | 14 marzo 2001      |                 |
| 5  | A Bit on the Side                      |                 | 21 marzo 2001      |                 |
| 6  | Tough Nut                              |                 | 28 marzo 2001      |                 |
| 7  | The Fine Print                         |                 | 4 aprile 2001      |                 |
| 8  | Family Reserve                         |                 | 11 aprile 2001     |                 |
| 9  | Chop Chop                              |                 | 18 aprile 2001     |                 |
| 10 | Blood                                  |                 | 25 aprile 2001     |                 |
| 11 | They Don't Make Them Like They Used To |                 | 2 maggio 2001      |                 |
| 12 | On the Run                             |                 | 9 maggio 2001      |                 |
| 13 | Fowl Play                              |                 | 16 maggio 2001     |                 |
| 14 | Fooling Around                         |                 | 23 maggio 2001     |                 |
| 15 | Death by Flight                        |                 | 30 maggio 2001     |                 |
| 16 | A Friend Indeed                        |                 | 6 giugno 2001      |                 |
| 17 | The Manly Art                          |                 | 13 giugno 2001     |                 |
| 18 | Falling (Part 1)                       |                 | 20 giugno 2001     |                 |
| 19 | Falling (Part 2)                       |                 | 20 giugno 2001     |                 |
| 20 | Winners and Losers                     |                 | 27 giugno 2001     |                 |
| 21 | No Place Like Home                     |                 | 11 luglio 2001     |                 |
| 22 | Dragged                                |                 | 18 luglio 2001     |                 |
| 23 | Baby Love                              |                 | 25 luglio 2001     |                 |
| 24 | An Inspector Calls                     |                 | 1º agosto 2001     |                 |
| 25 | Dinosaurs                              |                 | 8 agosto 2001      |                 |
| 26 | Charming                               |                 | 15 agosto 2001     |                 |
| 27 | Poisoned Fruit (Part 1)                |                 | 22 agosto 2001     |                 |
| 28 | Poisoned Fruit (Part 2)                |                 | 29 agosto 2001     |                 |
| 29 | Fifteen Minutes                        |                 | 5 settembre 2001   |                 |
| 30 | Copping the Flak                       |                 | 19 settembre 2001  |                 |
| 31 | Strays                                 |                 | 26 settembre 2001  |                 |
| 32 | The Lord Giveth                        |                 | 3 ottobre 2001     |                 |
| 33 | Credit Limit                           |                 | 10 ottobre 2001    |                 |
| 34 | A Hard Call                            |                 | 17 ottobre 2001    |                 |
| 35 | Role Model                             |                 | 17 ottobre 2001    |                 |
| 36 | A Safe Bet                             |                 | 24 ottobre 2001    |                 |
| 37 | A Matter of Faith                      |                 | 31 ottobre 2001    |                 |
| 38 | Who Can You Trust?                     |                 | 7 novembre 2001    |                 |
| 39 | Best Eaten Cold                        |                 | 14 novembre 2001   |                 |
| 40 | The Real Santa                         |                 | 21 novembre 2001   |                 |
| 41 | Dreaming of a White Christmas          |                 | 28 novembre 2001   |                 |